# 202778 Дмитрія
202778 Дмитрія (202778 Dmytria) — астероїд головного поясу, відкритий 16 жовтня 2007 року.